# Conostomium
Conostomium é um género botânico pertencente à família Rubiaceae.

## Espécies
- Conostomium brevirostrum
- Conostomium camptopodum
- Conostomium fasciculatum
- Conostomium gazense
- Conostomium hispidulum
- Conostomium kenyense
- Conostomium longitubum
- Conostomium microcarpum
- Conostomium natalense
- Conostomium quadrangulare
- Conostomium rhynchothecum
- Conostomium rotatum
- Conostomium squarrosum
- Conostomium zoutpansbergense

1. ↑  «Conostomium — World Flora Online». www.worldfloraonline.org. Consultado em 19 de agosto de 2020